# روثالبي
الروثالبي (بالإنجليزية: Rothalpy)‏ هي خاصية ثيرموفيزيائية مثلها مثل الإنثالبي ولكنها ليست واسعة الانتشار كباقي الخواص, حيث لا تستخدم إلا في تحليل سريان المائع في التطبيقات المتقدمة للآلات التوربينية.

يمكن التعبير عن الروثالبي بالمعادلة التالية:

{\displaystyle I=h_{t}-UV_{\theta }}

حيث:
- {\displaystyle I}: الروثالبي
- {\displaystyle h_{t}}: الإنثالبي الكلي(الإنثالبي الساكن + طاقة الحركة)
- {\displaystyle U}: سرعة ريش الآلة التوربينية
- {\displaystyle V_{\theta }}: السرعة المماسية

و تكون قيمة الروثالبي ثابتة خلال أي نقطة في العضو الدوار.